# Южный диалект казахского языка
Южный диалект казахского языка (каз. قازاق ءتىلىنىڭ وڭتۇستىك ديالەكتىسى, қазақ тілінің оңтүстік диалектісі) — одна из трёх основных разновидностей казахского языка.
Несмотря на то, что говоры казахов, живущих в южных и юго-восточных регионах Казахстана и прилегающих районах Китайской Народной Республики, Кыргызстана и Узбекистана, выделяются исследователями как отдельный диалект, различия между диалектами казахского языка незначительны, и до недавнего времени само существование диалектов в казахском языке было предметом споров. Удивительная однородность казахского языка на всей территории его распространения объясняется высокой мобильностью носителей.
Южный диалект казахского языка, вследствие владычества Кокандского ханства на этих землях, несколько веков подвергался сильному влиянию узбекского языка. Немало слов было заимствовано из узбекского языка, кроме того, наблюдаются заимствования из кыргызского и отчасти каракалпакского языков, но, в свою очередь, повлиял на отдельные диалекты узбекского и кыргызского языков. По мнению Сарсена Аманжолова, южный диалект образовался на основе языков племенных объединений уйсунов, канлы, дулатов и жалайыров. В южном диалекте часто встречаются карлукские элементы, также имеются некоторые огузские черты. В общем, говорам юга и юго-востока присуще употребление ч вместо ш и л вместо д. Замена ш на ч на всей территории от Кызылординской до Восточно-Казахстанской области исключают возможность объяснения столь широко распространённого явления как следствие «узбекизации».

## Говоры
В рамках южного диалекта казахского языка существуют четыре говора: сырдарьинский, шымкентский, чуйский и семиреченский говоры. В сырдарьинском говоре присутствуют специфические слова, связанные с рыболовством и рисоводством. В шымкентском говоре прослеживается значительное влияние узбекского языка и наличие лексики, связанной с садоводством и хлопководством. На чуйский говор значительно повлиял киргизский язык, а в семиреченском говоре наличествуют слова, отражающие основную деятельность здешнего населения — животноводство, земледелие и садоводство. На семиреченский говор повлияли уйгурский и киргизский языки.

## Различия диалекта и литературного языка
| Южный диалект | Литературный аналог | Значение                | Регион                                          |
| ------------- | ------------------- | ----------------------- | ----------------------------------------------- |
| ада қылу      | бітіру, аяқтау      | заканчивать             | Кызылординская обл., Жамбылская обл.            |
| ауқат         | тамақ, ас           | еда, блюдо              | Шымкент, Жамбылская обл., Алма-Ата, Талдыкорган |
| әммәсі        | барлығы             | все                     | Енбекшиказахский район                          |
| бәз уақытта   | кей уақытта         | иногда                  | ЮКО                                             |
| біратола      | біржола             | окончательно            | Шымкент, также в: Атырау, Мангистау             |
| Тәте          | әке                 | отец, дядя              | Жамбылская обл.                                 |
| үлдірек       | селдір мата, дәке   | тонкая ткань            | Шымкент, Арыс                                   |
| шаршы         |                     | платок из белой материи | казахи Узбекистана                              |
| қауға         | шелек               | ведро                   | Кызылорда, Аральск                              |
| ашымал        | тары, бидай көжесі  | коже                    | Алма-Ата и др.                                  |

### Книги
- С. А. Аманжолов. Вопросы диалектологии и истории казахского языка. Часть первая. — Алма-Ата: Алма-Атинский гос. педагог. ин-т им. Абая, 1959. — 452 с.

- Сборник материалов IX Международной научной конференции студентов и молодых ученых «Наука и образование — 2014». — ЕНУ им. Л. Н. Гумилёва, 2014. — ISBN 978-9965-31-610-4. Архивировано 5 марта 2016 года.
- Айтбаев У. А., Абдрахманов С. А. Диалектологический словарь казахского языка = Қазақ тілінің диалектологиялық сөздігі. — Алма-Ата: Арыс, 2008. — 800 с.

### Статьи
- Zhumagali İbragimov. Use of case suffixes in the Southern Region dialects of Kazakh Turkish (англ.) // Türk Kültürü ve Hacı Bektaş Veli Araştırma Dergisi. — Makale Article, Mart 2025. — P. 189—205.
- Zhumagali İbragimov, Sherubay Kurmanbaiuly, Marlen Adilov. Kazakça ağızlar sözlüğü'nde kayıtlı bazı eskicil sözcükler üzerine (тур.) // Türk Dili Araştırmaları Yılliğı Belleten. — Türkiye: Türk Dil Kurumu Yayınları, 2022. — S. 151—190.
- Zhumagali İbragimov. Kırgız Türkçesiyle Kazak Türkçesinin Güney Bölgesi Ağzındaki Yuvarlaklaşma ve Dudak Uyumu Benzerlikleri Üzerine Bir Değerlendirme (тур.) // Uluslararası Türk Dünyası. Sosyal Bilimler Kongresi. — İstanbul: Bildiriler Kitabı, 30 Ekim - 1 Kasım 2019. — Num. 17. — S. 575—581.
- Zhumagali İbragimov. Kırgız Türkçesindeki hâl eklerinin Kazak Türkçesi Güney bölgesi ağzı arasında görülen benzerlikler (тур.) // Yıldız Uluslararası Sosyal Bilimler Kongresi. — Tam Metin Bildiri Kitabı, 2019. — Num. VI. — S. 1131—1135.
- Zhumagali İbragimov. Classification of Kazakh Turkish Dialects (тур.) // Globallashuv davrida turkologiya rivoji masalalari va taʼlim. — Samarkand: Oʻzbekiston-Finlandiya Pedagogika instituti, 2025. — S. 533—538.
- Н. Т. Сауранбаев. Диалекты в современном казахском языке // Вопросы языкознания. — Москва: АН СССР, 1955. — № 5. — С. 43—51.

- О диалектологическом атласе тюркских языков Советского Союза // Вопросы языкознания. — Изд-во Академии наук СССР, 1963. — № 6. Архивировано 5 апреля 2015 года.